# Trattato di Lochaber

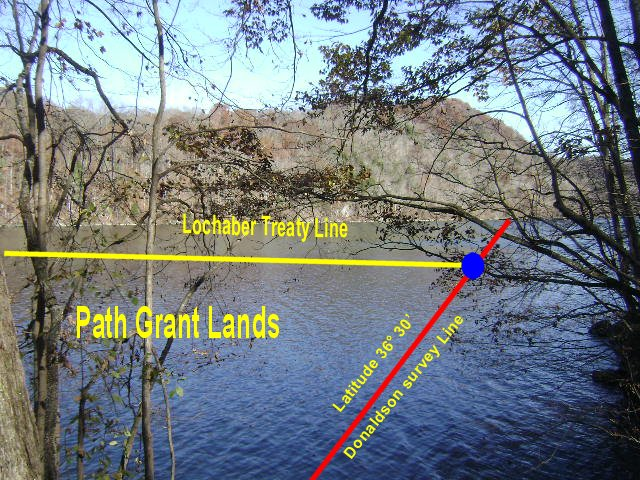
Confini stabiliti dal trattato di Lochaber sul fiume Holston

Il trattato di Lochaber venne firmato il 18 ottobre 1770 tra il rappresentante del governo britannico John Stuart e la tribù dei Cherokee per porre fine ad una serie di schermaglie tra i coloni e i nativi americani in Virginia, lungo il confine stabilito dal proclama reale del 1763 e dal successivo trattato di Fort Stanwix del novembre 1768.
L'accordo prevedeva che i Cherokee avrebbero rinunciato ad ogni pretesa sui territori al confine con la Virginia e la Carolina del Sud partendo da un punto situato a sei miglia ad est di Long Island, sul fiume Holston (attualmente Kingsport in Tennessee), fino alla foce del fiume Kanawha (attualmente Point Pleasant in Virginia Occidentale).
In sostanza con il trattato di Lochaber i Cherokee rinunciarono ai loro diritti sulle terre dell'attuale Virginia Occidentale che non erano state ricomprese nel trattato di Hard Labour dell'ottobre 1768.